# Аралтобе (Айтекебійський район)
Аралтобе́ (каз. Аралтөбе) — село у складі Айтекебійського району Актюбінської області Казахстану. Адміністративний центр та єдиний населений пункт Кизилжулдузького сільського округу.
Населення — 694 особи (2021; 754 у 2009, 1522 у 1999, 1634 у 1989).